# Meconopsis rudis
Meconopsis rudis är en vallmoväxtart som först beskrevs av David Prain, och fick sitt nu gällande namn av David Prain. Meconopsis rudis ingår i släktet bergvallmor, och familjen vallmoväxter. Inga underarter finns listade i Catalogue of Life.